# Prateep Ungsongtham Hata
Prateep Ungsongtham Hata  (Thai: ประทีป อึ้งทรงธรรม ฮาตะ, Aussprache: [pràtʰîːp ʔɯ̂ŋsoŋtʰam haːtàʔ], auch bekannt  als „Khru Prateep“ – ครู ประทีป, Lehrerin Prateep; * 9. August 1952 in Bangkok) ist eine thailändische Sozialaktivistin und ehemalige Senatorin. Sie ist die Generalsekretärin der Duang Prateep Foundation.

## Leben
Prateep wurde in einem Slum im Bangkoker Bezirk Khlong Toei geboren. Schon in jungen Jahren arbeitete sie hart, um ihre Familie zu unterstützen, und besuchte nebenher die Abendschule. Da illegale Slumbewohner keine Geburtsurkunde bekommen, können sie keine reguläre Schule besuchen. Um den Kindern eine Chance zu geben, gründete Prateep 1968 eine inoffizielle Slumschule, in der sie für 1 Baht pro Tag unterrichtete.
Als das Slumgebiet geräumt werden sollte, brachte sie den Fall in die Nachrichten. Prateep erreichte, dass ein nahegelegenes Gebiet besiedelt werden durfte, und organisierte den Umzug der Slumbewohner.
1976 hat sie ihre Ausbildung mit einem Diplom am Lehrerbildungs-Institut Suan Dusit in Bangkok abgeschlossen.
1978 wurde Prateep der Ramon-Magsaysay-Preis für soziale Verdienste verliehen. Von dem Geld, das sie erhielt, gründete sie die Duang Prateep Foundation (DPF) und wurde deren Generalsekretärin. Der Name Duang Prateep bedeutet Flamme der Hoffnung. Dies ist auch das Symbol der Stiftung. Die Stiftung setzt sich für die Bedürfnisse der Slumbewohner ein. Prateep wurde als Slumengel von Thailand bekannt.
1980 hat sie ihre Vollzeitbeschäftigung als Lehrerin aufgegeben, um sich ihrer Arbeit als Leiterin der Duang Prateep Foundation zu widmen. Im gleichen Jahr erhielt sie den Rockefeller Youth Award. Vom Preisgeld gründete sie die Foundation for Slum Child Care.
1987 heiratete sie den Japaner Tatsuya Hata.
1992 wurde sie eine Anführerin des Bündnisses für Demokratie und beteiligte sich an den Massenprotesten gegen die vom Militär gestützte Regierung von General Suchinda Kraprayoon, die im sogenannten Schwarzen Mai blutig niedergeschlagen wurden. Im Jahre 2000 wurde sie in den Senat gewählt. Dort setzte sie sich auf politischer Ebene für die Rechte armer und benachteiligter Menschen ein.
Königin Silvia von Schweden verlieh ihr 2004 The World’s Children’s Prize for the Rights of the Child.
Prateep unterstützt die 2006 gegründete United Front for Democracy Against Dictatorship („Rothemden“). Während der Unruhen in Bangkok 2010 gehörte sie dem gemäßigten Flügel der Rothemden an und betrachtete militante Tendenzen in der Bewegung mit Sorge.